# Ben More Assynt
Ben More Assynt (Beinn Mhòr Asaint in gaelico scozzese) è una montagna situata nell'estremo nord-ovest della Scozia, nella zona di Assynt.

## Descrizione
Il nome si traduce letteralmente come "grande montagna di Assynt" e infatti, con un'altezza di 998 metri, è il punto più alto della contea di Sutherland.
Le pendici più alte della montagna sono ricoperte da massi di quarzite di colore chiaro, che le conferiscono un aspetto distintivo. È molto vicino al monte Conival, con cui è collegato attraverso una cresta.
Oltre 90 km di terra intorno a Ben More Assynt sono stati dichiarati Sito di interesse scientifico speciale (SSSI) a causa del loro interesse geologico e delle rare specie vegetali.

## Geologia
L'area di Assynt si trova all'interno della Moine Thrust Belt, una zona tettonica particolare che ha formato le caratteristiche montagne di forma insolita. Ben More Assynt è costituito da gneiss Lewisiano, con una copertura di arenaria torridoniane e quarzite cambriana. Lo gneiss è esposto a sud e sud-est della vetta e forma la cresta verso Conival. La punto più alto è formato da quarzite cambriana, che forma anche la vetta di Conival.

## Percorsi escursionistici
Solitamente per raggiungere la vetta si parte da Inchnadamph e si segue il fiume Traligill per 9 km fino alla sua sorgente sul colle tra Conival e Beinn an Fhurain, ad un'altezza di circa 750 metri. Arrivati alla sorgente, procedendo ad est si arriva a Ben More Assynt.

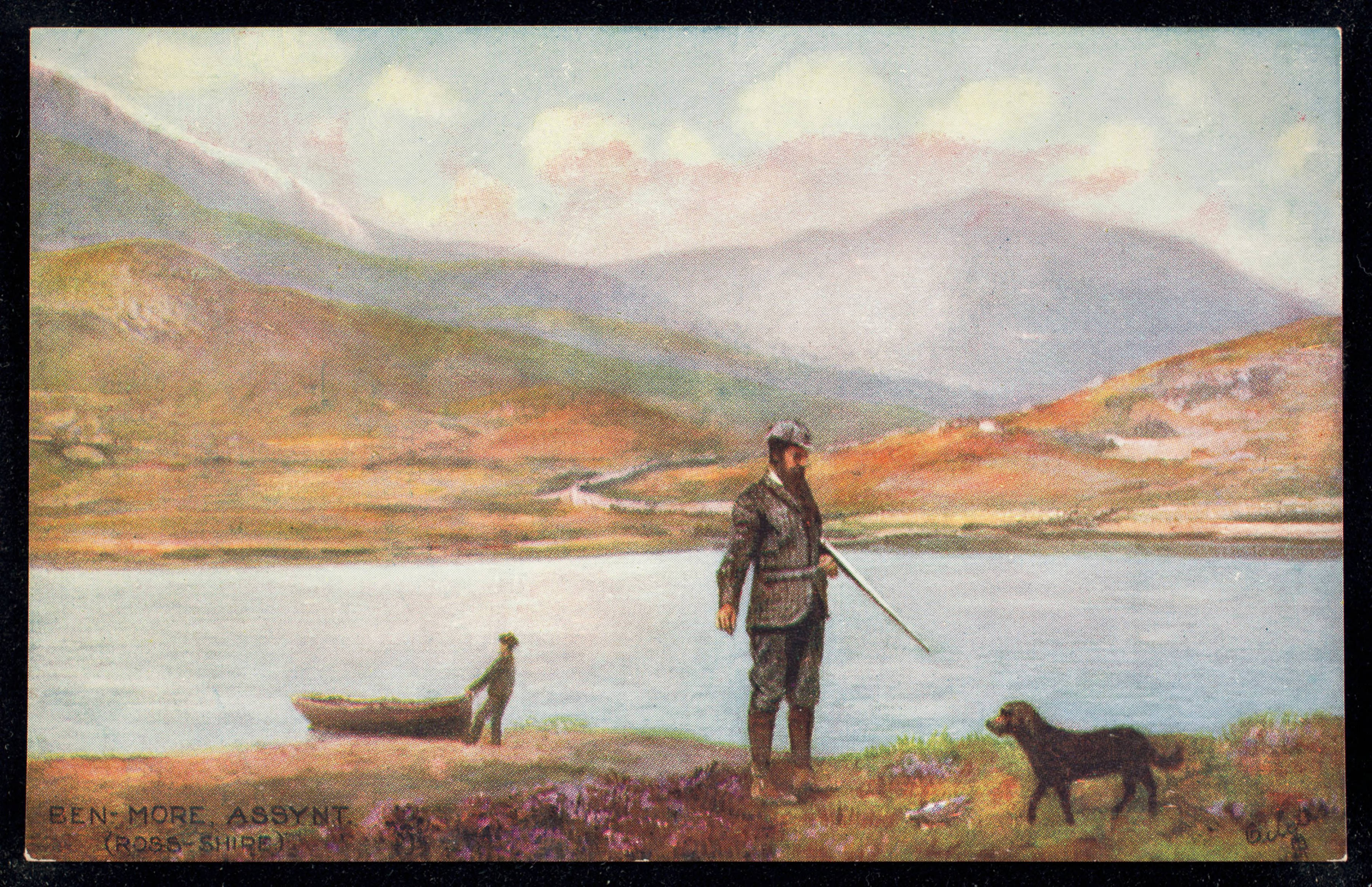
Ben More Assynt in un dipinto di inizio '900

## Flora e fauna
Ben More Assynt ospita molte specie vegetali minacciate. Quattro piante rientrano nella lista rossa delle specie minacciate dell'Unione internazionale per la conservazione della natura (IUCN) e ci sono 27 varietà di piante rare.
La fauna è quella caratteristica della zona di Assynt e della provincia di Sutherland in generale. Si può osservare l'aquila dalla coda bianca, l'aquila reale, il merlo dal collare, il cervo nobile, il gatto selvatico e la lepre di montagna. 
Riguardo alla flora, sul monte non sono presenti alberi né arbusti di grandi dimensioni. È presente il crescione, l'erica, alcune carici e la piantaggine delle Alpi. Inoltre sono presenti molti fiori, tra cui il Rubus saxatilis, il Trollius europaeus e la Vicia orobus.

## Il Memoriale
Nell'aprile del 1941, durante la seconda guerra mondiale, tutti e 6 i membri dell'equipaggio a bordo di un Avro Anson furono uccisi quando l'aereo si schiantò su Ben More Assynt. A causa dell'inaccessibilità del luogo dell'incidente, l'equipaggio fu sepolto sulla montagna. Le loro tombe sono contrassegnate da un tumulo di massi.
Nel 2012, la Commonwealth War Graves Commission ha deciso di sostituire l'attuale tumulo, che si era deteriorato a causa delle intemperie, con una lapide di granito da 600 kg per identificare e proteggere il luogo di sepoltura. A un'altitudine di circa 600 metri, il sito di sepoltura di Ben More Assynt è uno dei più remoti del Regno Unito. Il memoriale di granito ora segna il punto in cui l'agente pilota William Drew, il sergente Jack Emery, il sergente Harold Arthur Tompsett, l'agente di volo James Henry Steyn, il sergente Charles McPherson Mitchell e il sergente di volo Thomas Brendon Kenny persero la vita quando il loro aereo si schiantò.